# Kamionek (Wałbrzych)
Kamionek (niem. Neu Weißstein) – część miasta Wałbrzycha, położona w jego zachodniej części, w rejonie ulic Kraka i Smoczej. Leży tu m.in. Osiedle Wanda.
Kamionek to dawniej samodzielna miejscowość. W latach 1945–50 wchodził w skład miasta Biały Kamień w powiecie wałbrzyskim. 1 stycznia 1951 wraz z Białym Kamieniem włączony do Wałbrzycha.